# KE (energie cinetică)
Abreviere din engleză Kinetic Energy, Energie cinetică. Sunt un tip de proiectile care nu folosesc explozibil, ci doar propria greutate și viteză, adică energia cinetică. Aceasta se exprimă ca: masa îmulțit cu viteza la pătrat. De acea un proiectil va fi mai bun cu cât este mai greu și mai rapid.
Cele mai sofisticate perforatoare cinetice măsoară 50-60 cm și cântăresc 10 kg, calibrul lor este în jurul 25 sau 30 mm și se deplasează la viteze de 1.500-1800 m/s, sunt capabile să dezvolte 10 sau 12 megajuli.
Puterea lor destructivă se bazează în concentrarea pe o minimă suprafață a unei mari cantități de energie cinetică. Randamentul este foarte bun, încât în versiunile moderne cu uraniu sărăcit pot perfora o placă de blindaj laminată omogenă (rolled homogeneous armour = RHA) cu grosimea de 900 mm, prin tragere de la o distanță de 1.500 m.